# Анрі Руссо
Анрі-Жульєн Фелікс Руссо (фр. Henri Julien Félix Rousseau, на прізвисько Le Douanier, «Митник»; 21 травня 1844, Лаваль, Франція — 4 вересня 1910) — французький живописець-примітивіст, музикант і літератор.

## Життєпис
Анрі Жюльєн Фелікс Руссо народився 21 травня 1844 року в Лавалі. Коли Анрі виповнилося сім років, їхній будинок був проданий для оплати боргів батька. Оскільки родина була змушена покинути Лаваль, Анрі залишили жити при школі, де він здобував освіту.
У 1864 році Руссо зарахували добровольцем у 52-й піхотний полк. Був демобілізованим 15 липня 1868 року.
У 1869 році в Парижі Руссо одружився з Клеманс Буатар. Семеро з дев'яти дітей Руссо померли в дитинстві. Дружина померла в 1888 році.
Спочатку Анрі служив у судового пристава. Кілька місяців потому йому вдалося знайти місце на міській митниці, звідси його прізвисько — «Митник». У податковому управлінні йому довіряли лише найпростіші доручення.
Руссо почав малювати вже близько 1870 року. Він стверджував, що у нього «немає іншого вчителя, крім природи», хоча і не заперечував, що отримав «деякі поради» від Фелікса Огюста Клемана і Жана-Леона Жерома, художників академічного напряму. У 1885 році у вільному художньому салоні на Єлисейських полях Руссо виставив свої перші картини «Італійський танок» та «Захід сонця».
Картина «Карнавальний вечір» у 1886 році викликала глузування публіки, але справжні знавці, такі як Піссарро, гідно оцінили її. Піссарро був в захваті від цього мистецтва та багатства тонів. Потім він почав нахвалювати творчість Руссо своїм знайомим.
Дуже скоро Руссо став знаменитим диваком. Оскільки мало хто міг зрозуміти новизну й оригінальність його творчості.
Руссо мав не тільки талант живописця, а й музиканта. У 1886 році його нагородили дипломом Літературної і Музичної академії Франції за складений ним вальс, який автор виконав у Бетховенському залі. У 1889 році Руссо написав водевіль у трьох актах і десяти сценах «Відвідування Всесвітньої виставки», а в 1899 році створює драму «Помста російської сироти».
У 1893 році Руссо вийшов у відставку і повністю присвятив себе мистецтву.
У 1897 році з'являються картини «Я сам, портрет-пейзаж» і знаменита «Спляча циганка». Художник був так задоволений останньою роботою, що навіть запропонував купити її меру Лаваля, але його пропозиція була відхилена. У 1946 році це полотно надійшло в Лувр і було оцінено в 315000 нових франків.
2 вересня 1899 року Руссо одружився з Жозефіною Нурі. Через нестачу кошті, він разом з дружиною відкрив невеличку крамничку канцелярських товарів. Також художник постійно виставляв у ній дещо з своїх полотен у надії знайти покупців і став інспектором-розповсюджувачем газети «Пті парізьєн».
Після невеликої перерви в 1901 році Руссо виставив картину «Неприємний сюрприз», що викликала захоплення Ренуара.
У 1903 році померла Жозефіна, і Руссо овдовів вдруге.
Наприкінці серпня 1910 року художник поранив собі ногу, він не надав цьому значення і коли рана нагноїлась, почалася гангрена. Руссо помер 4 вересня 1910 року. Після його смерті всіх його послідовників стали називати «примітивістами».

## Творчість
У 1891 пише перше екзотичне полотно — «Буревій у джунглях». Тема тропічного лісу стає одною з головних у творчості художника.
У 1894 в Салоні «Незалежних» представлена велика картина Руссо «Війна», яка справила значне враження на глядачів.
У 1896 створює ще одну значну картину — «Спляча циганка».
Відомим став після картин «Тигр, що атакує розвідників» (1904), «Голодний лев», «Заклинателька змій» (1907).
У його домі почалися збиратися відомі гості: Уде, Пікассо, Вебер.
У 1910 написав одне з головних своїх творінь — «Сон Ядвіги».

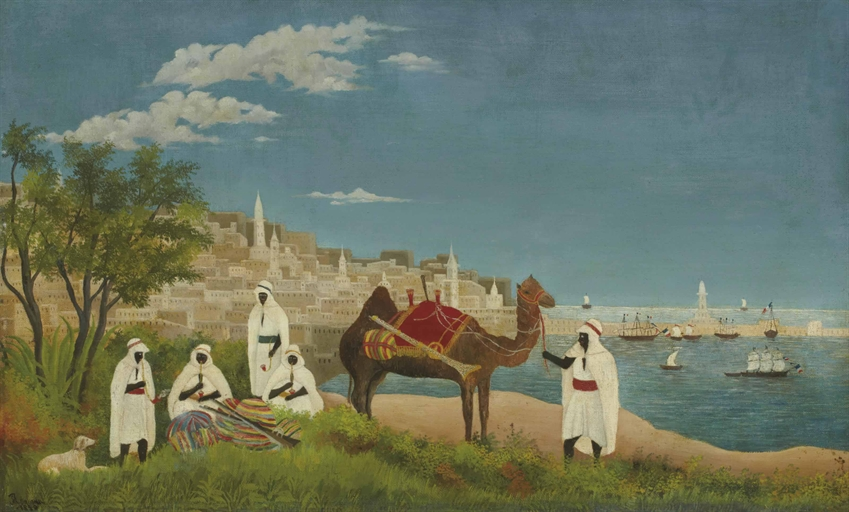
Алжирський пейзаж, 1880, приватна колекція
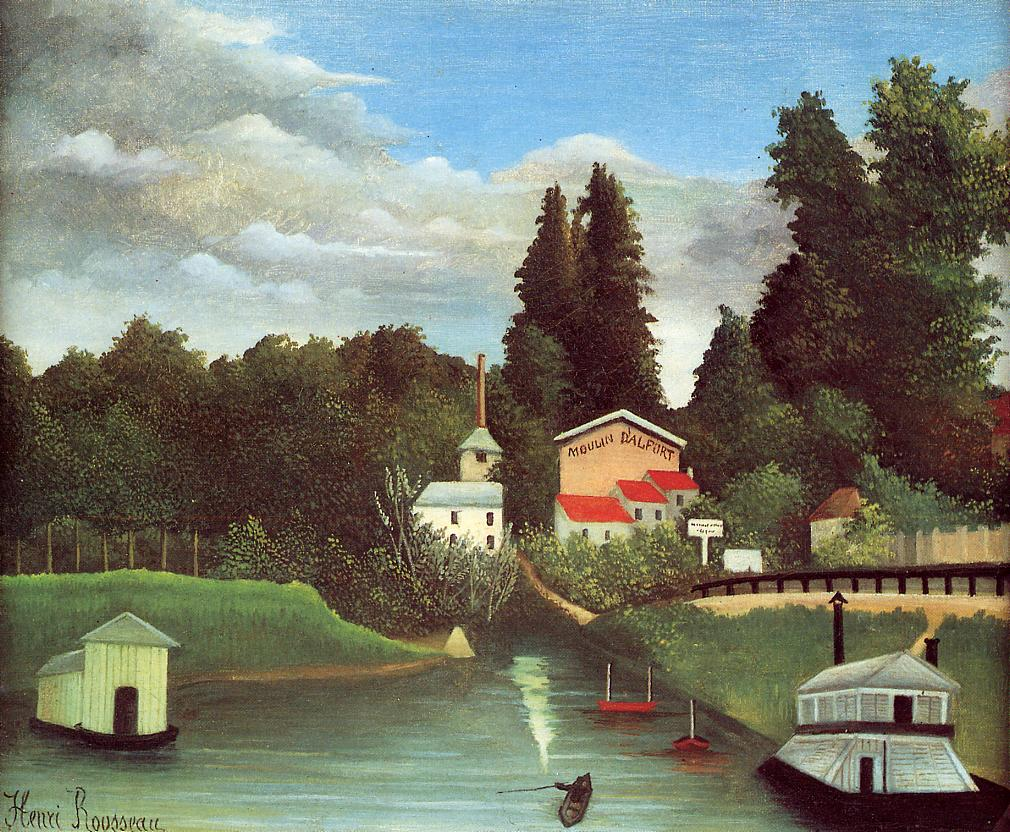
Мулен д'Альфор, 1885, Художній музей Пола, Хаконе
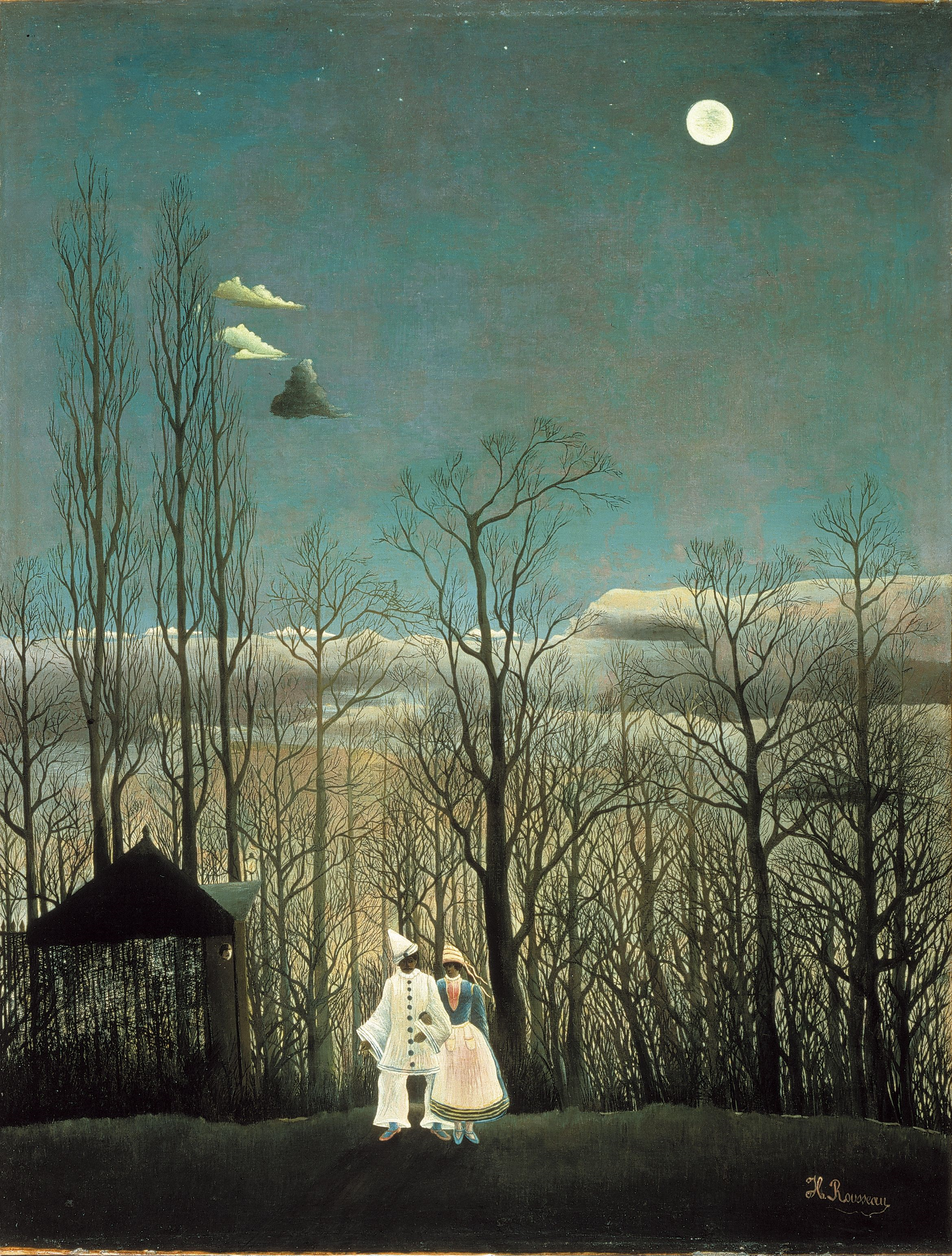
Карнавальний вечір, 1886, Музей мистецтв Філадельфії
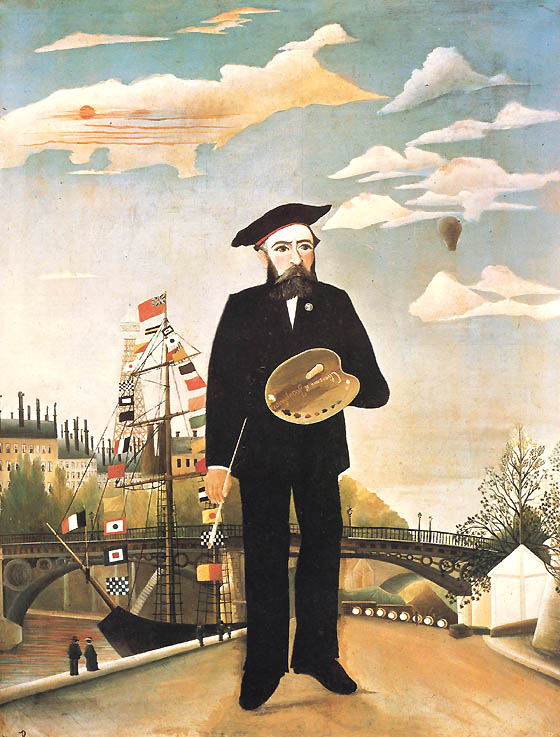
Автопортрет, 1890, Національна галерея, Прага
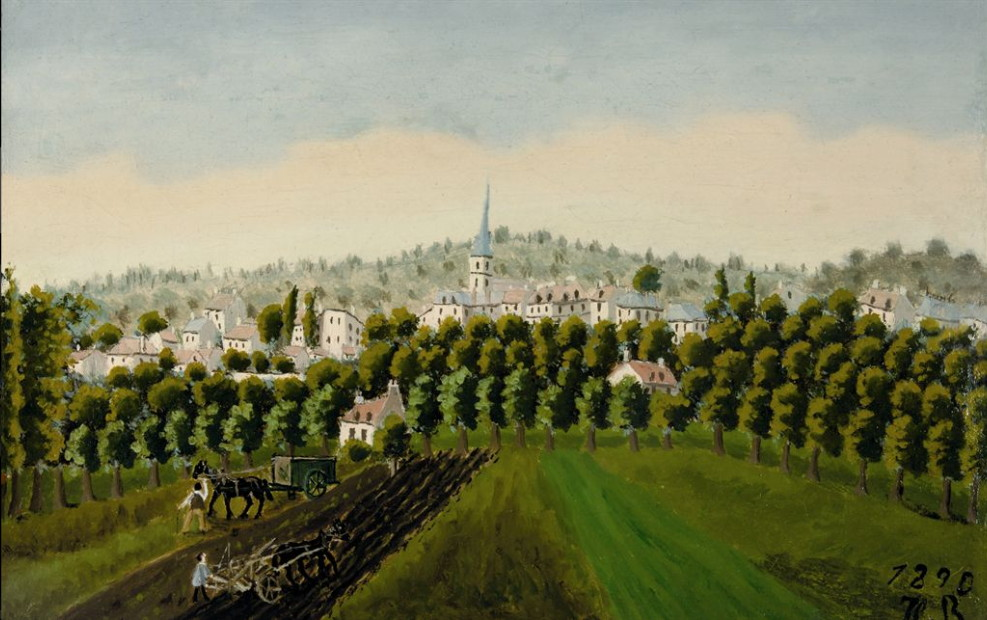
Вид на Біянкур і Бас-Медон, ефект туману, 1890, приватна колекція
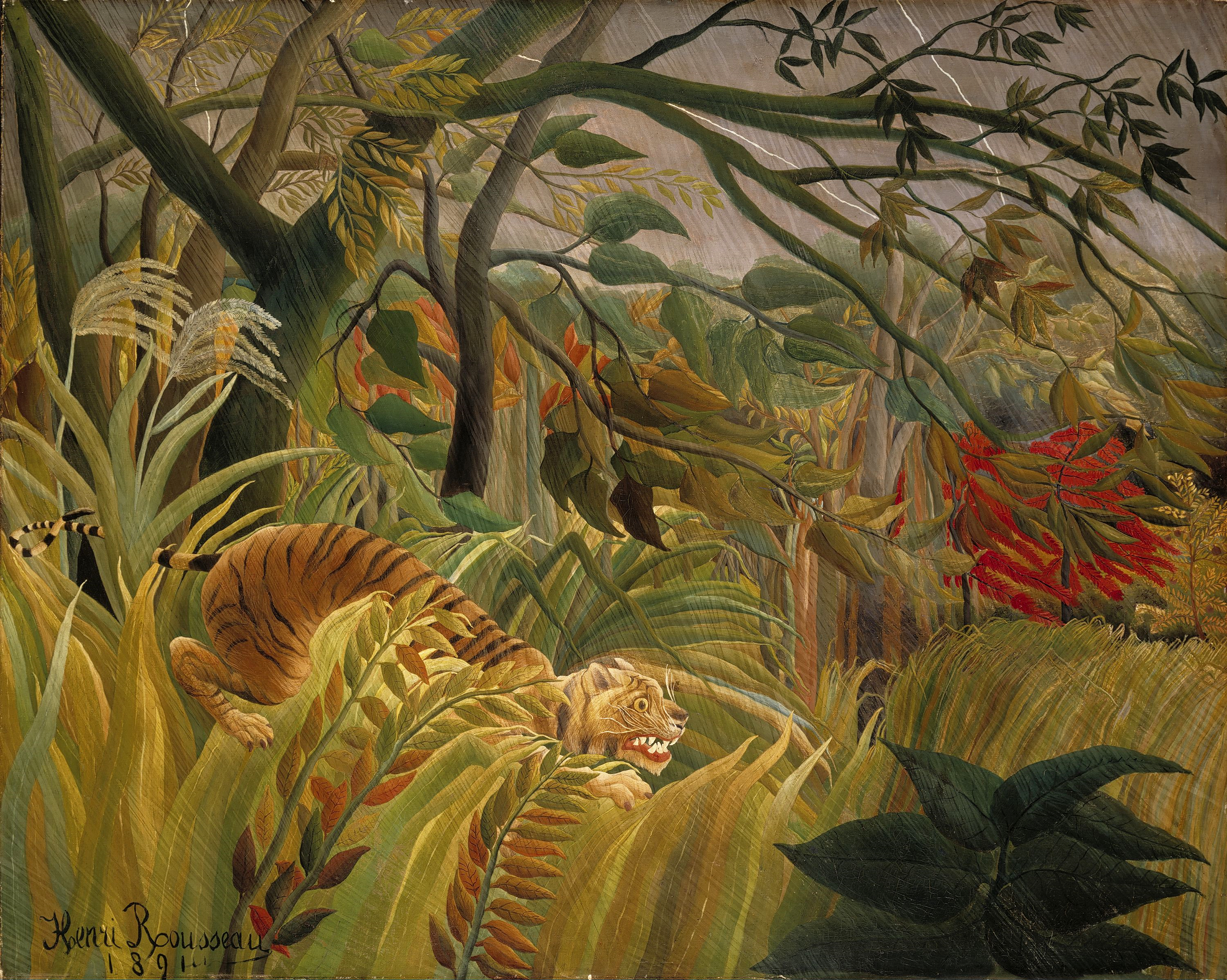
Напад в джунглях, 1891, Національна галерея, Лондон
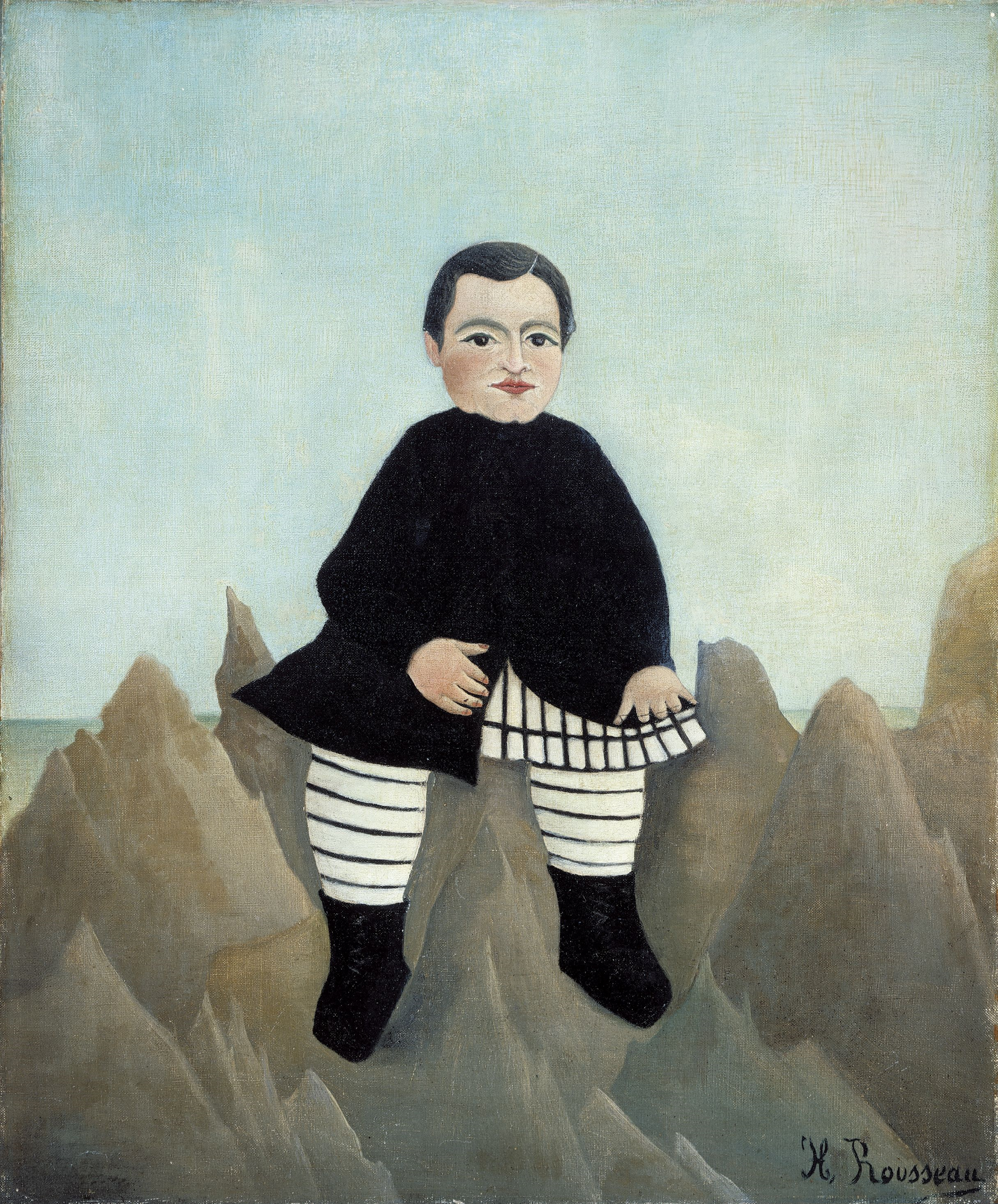
Хлопчик на скелях, 1895–97, Національна галерея мистецтва, Вашингтон
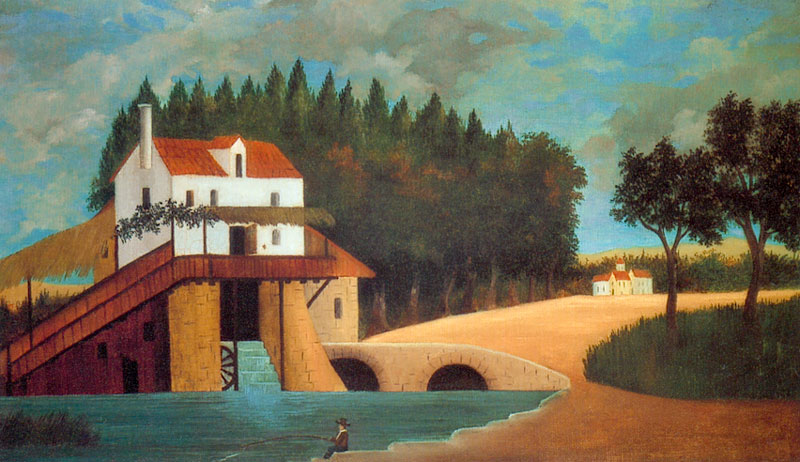
Млин, бл. 1896, Музей Майоля, Париж
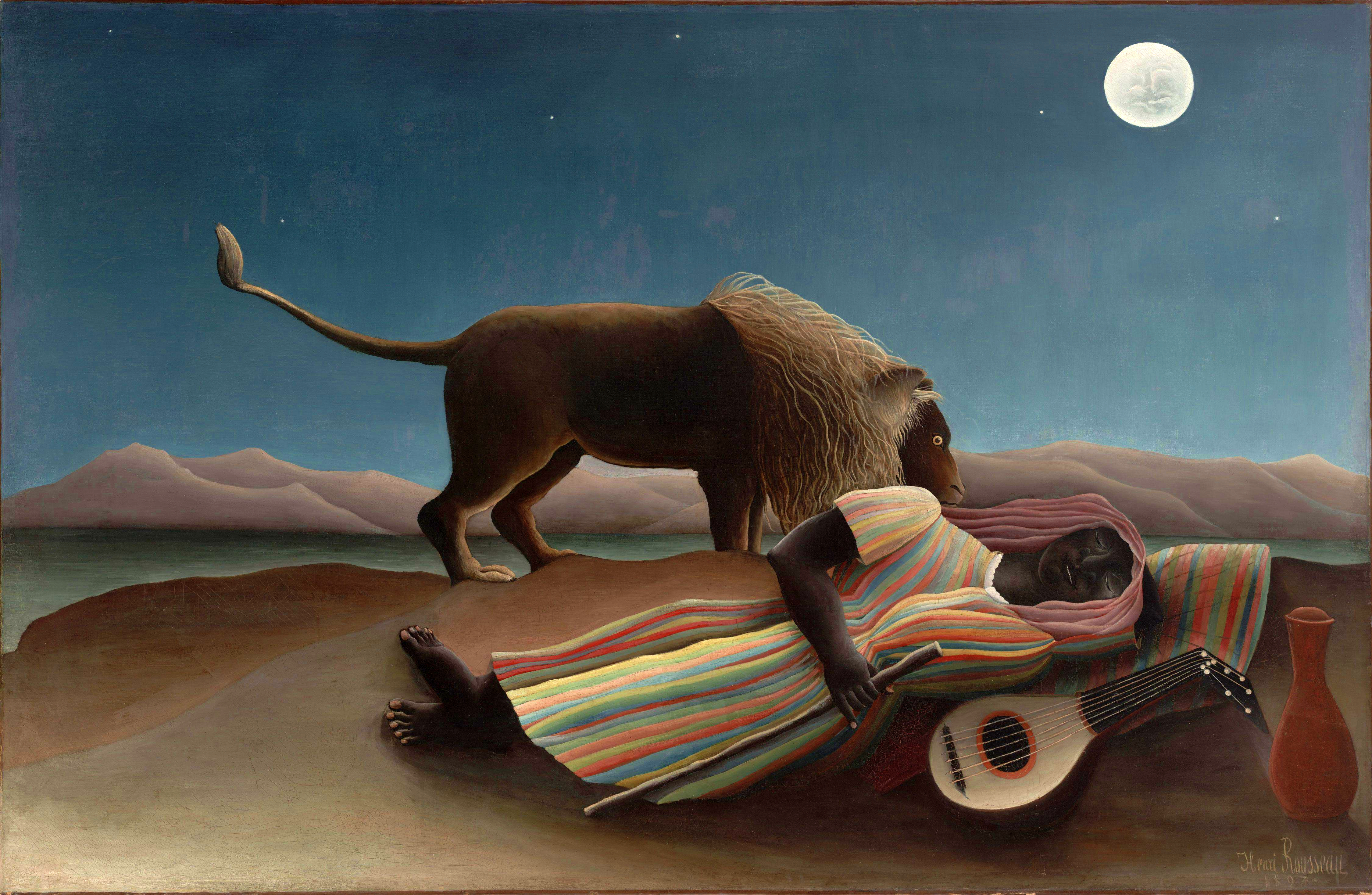
Спляча циганка, 1897, Музей модерного мистецтва, Нью-Йорк
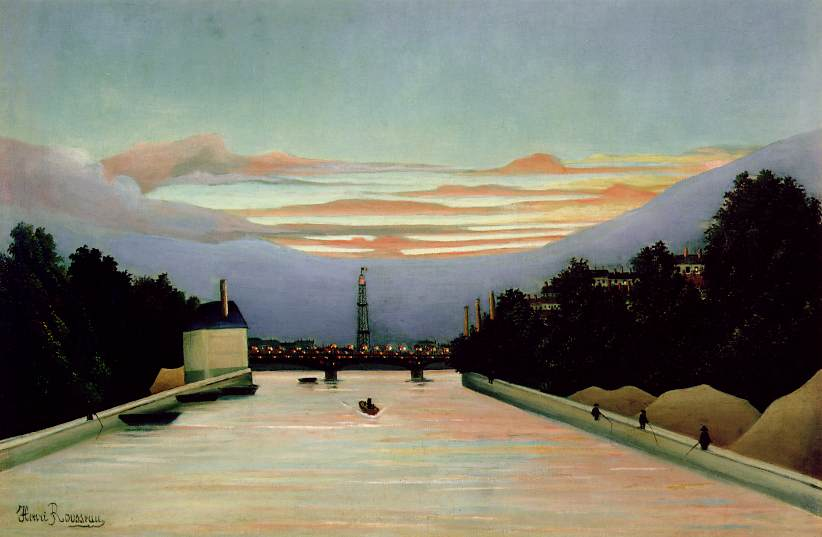
Ейфелева вежа, 1898, Музей витончених мистецтв, Х'юстон
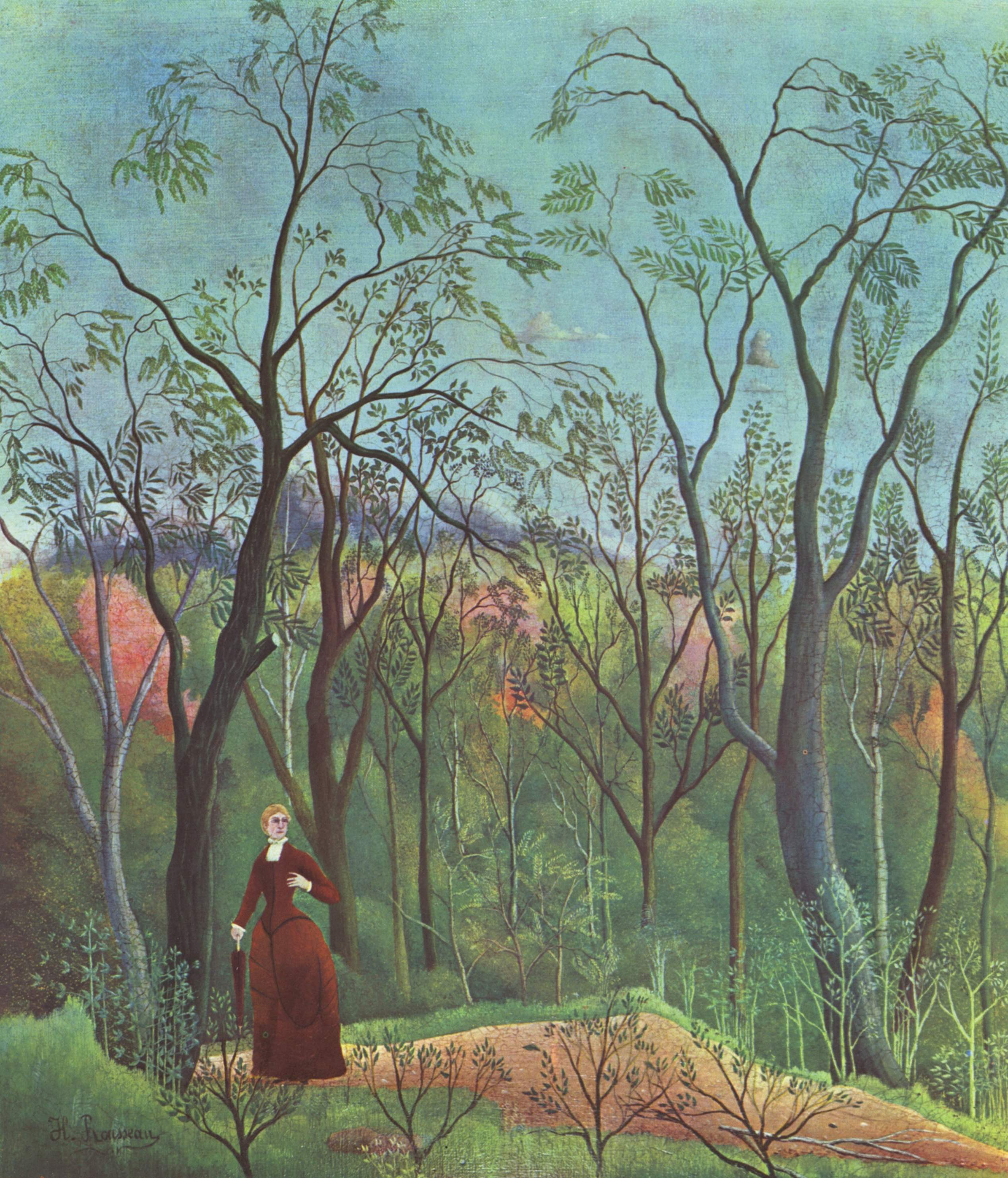
Прогулянка по лісі, 1886-1890, Кунстхаус, Цюрих
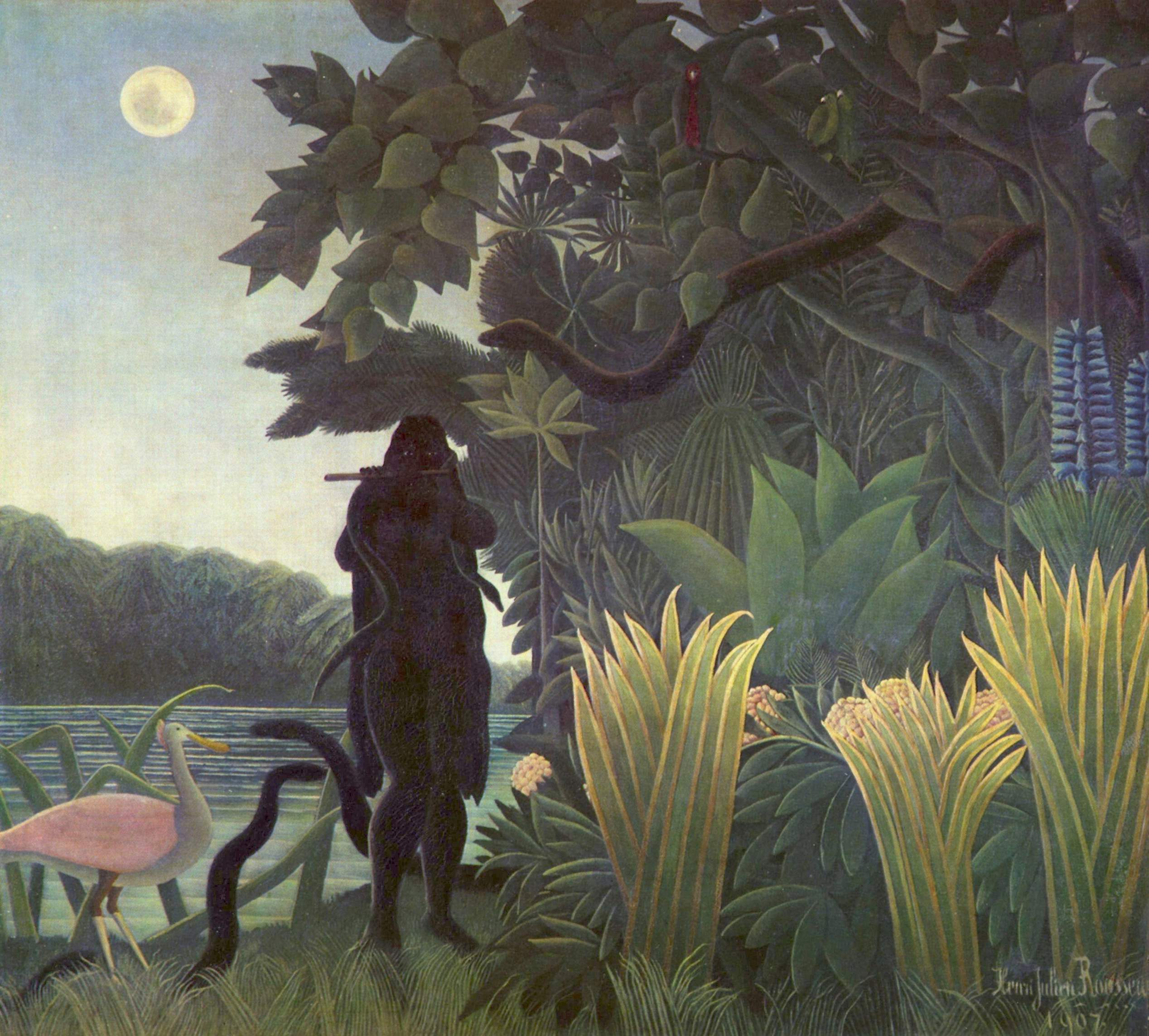
Заклинателька змій, 1907, Музей д'Орсе, Париж
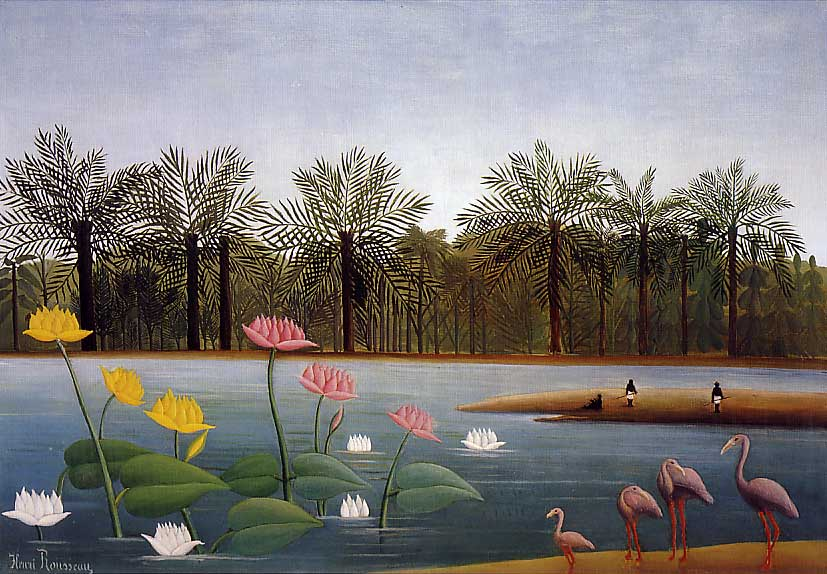
Фламінго, 1907, приватна колекція
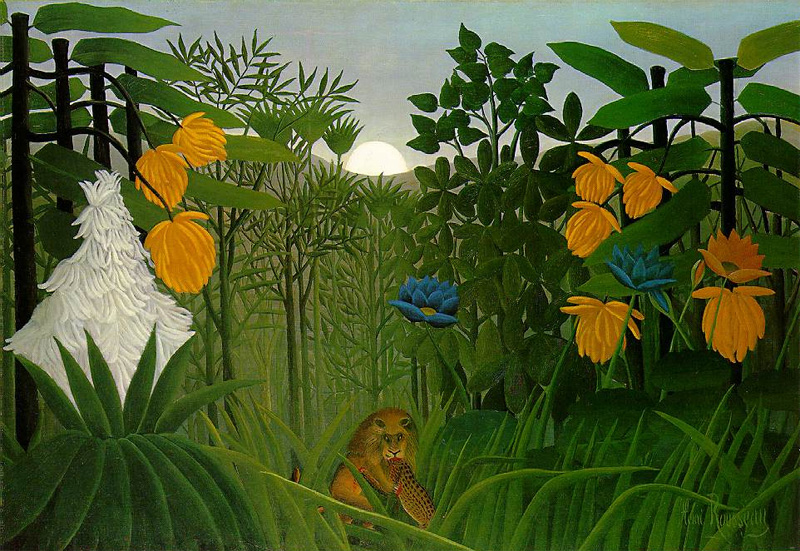
Трапеза лева, c.1907, Музей мистецтва Метрополітен, Нью-Йорк
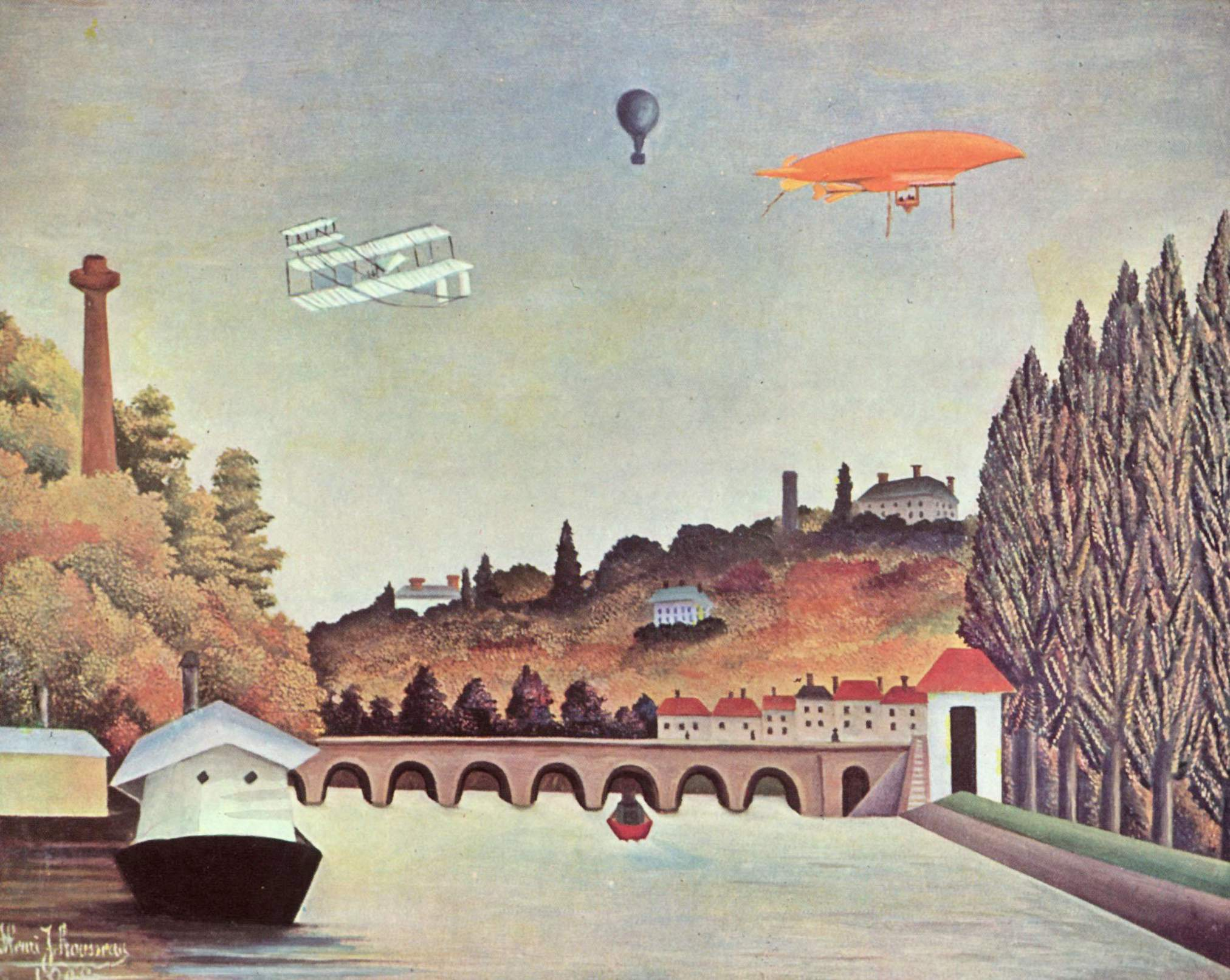
Севрський міст, 1908, Державний музей образотворчих мистецтв імені О. С. Пушкіна, Москва
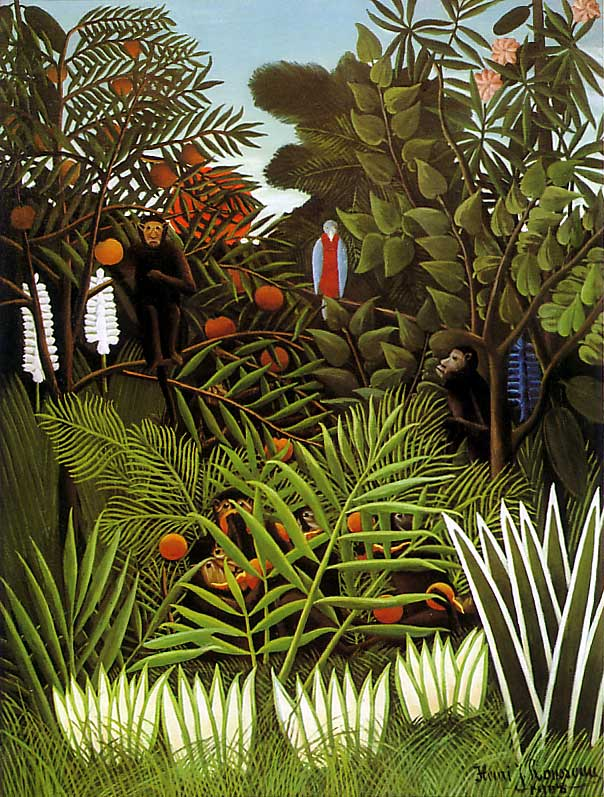
Екзотичний краєвид, 1908, особиста колекція
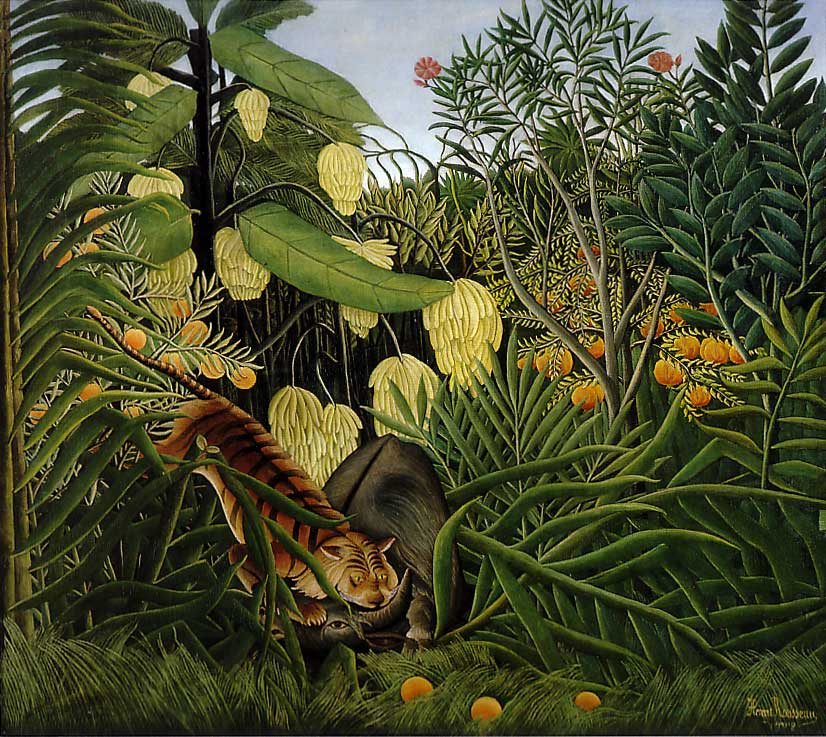
Бій між тигром і буйволом, 1908, Клівлендський музей мистецтв
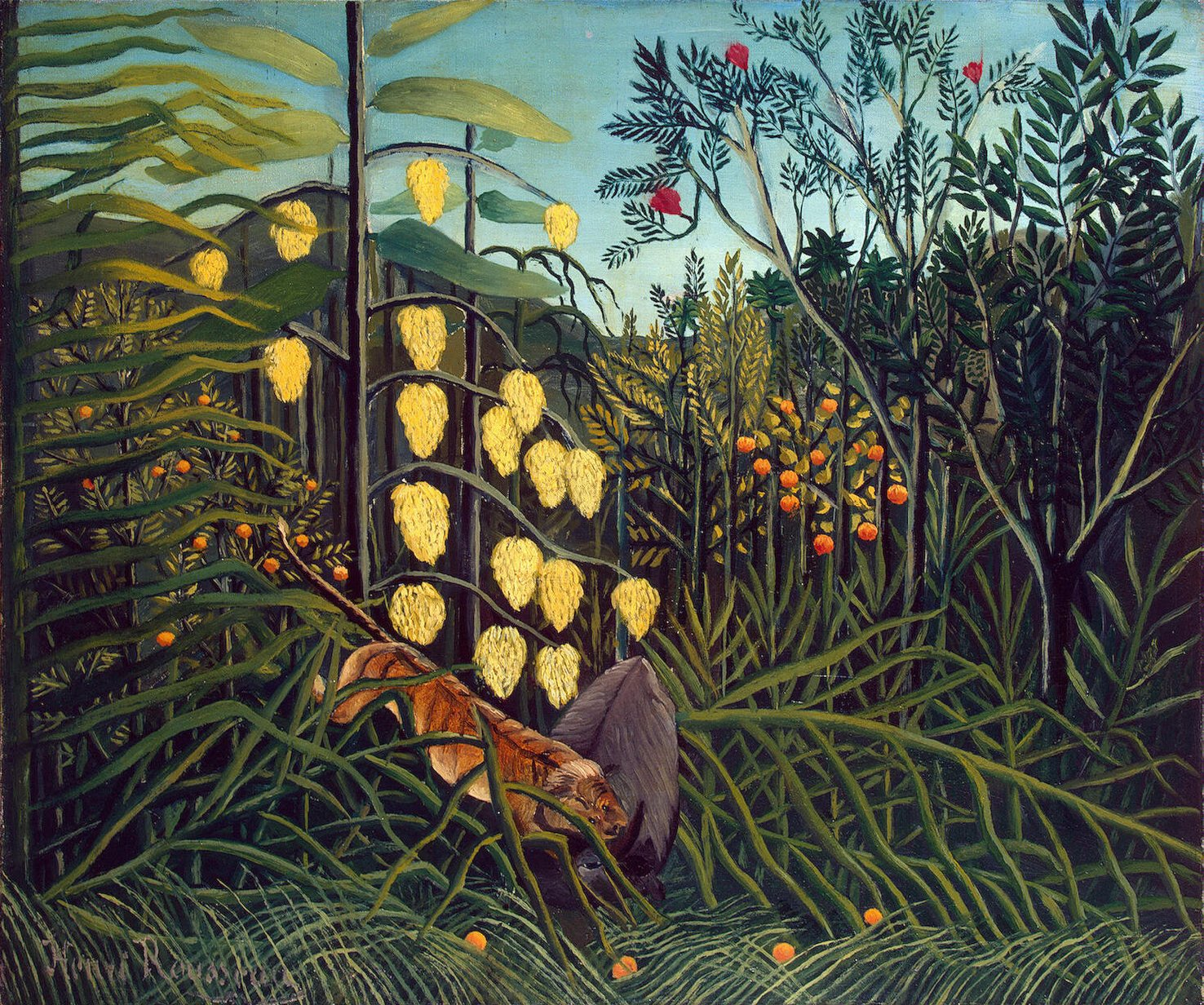
Бій тигра і буйвола в тропічному лісі, 1908-1909, Ермітаж, Санкт-Петербург
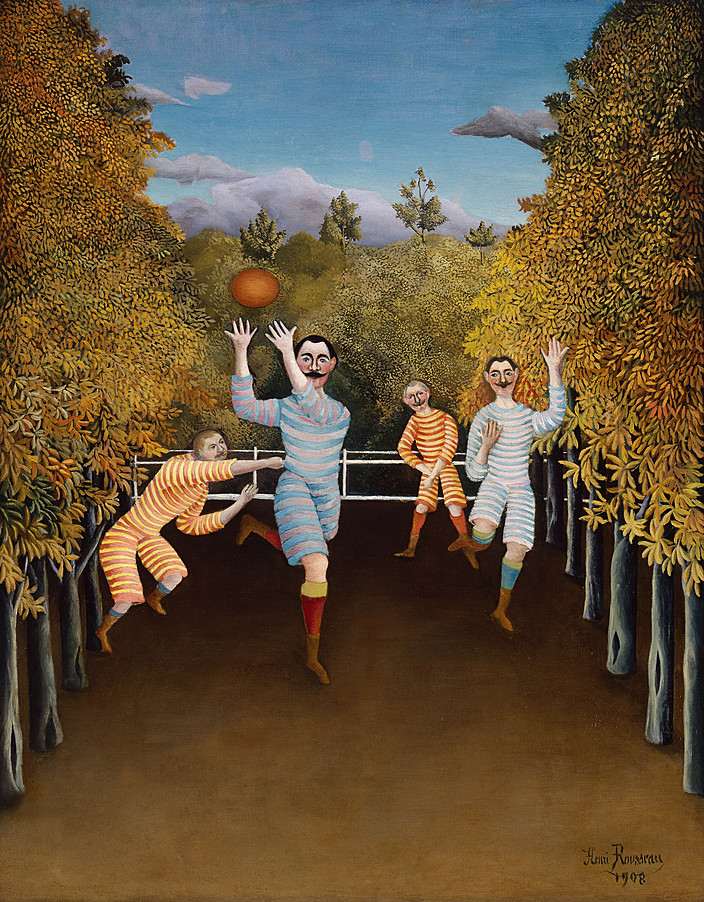
Футболісти, 1908, Музей Соломона Гуггенхайма, Нью-Йорк
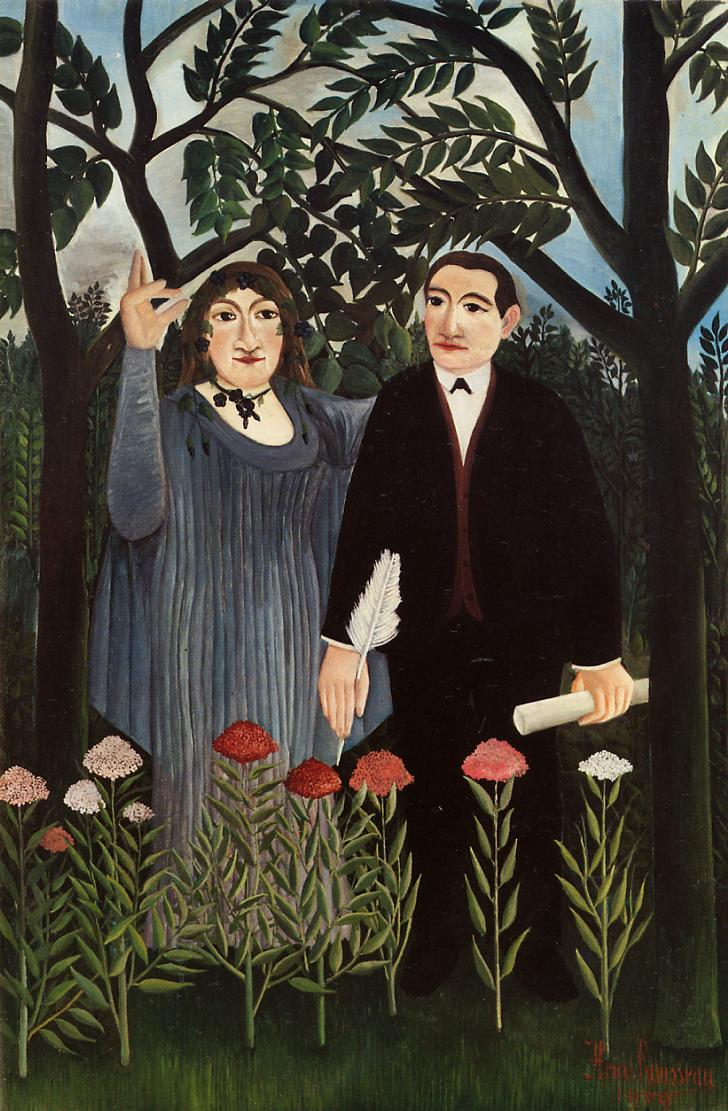
Муза, що надихає поета, 1909, Художній музей, Базель
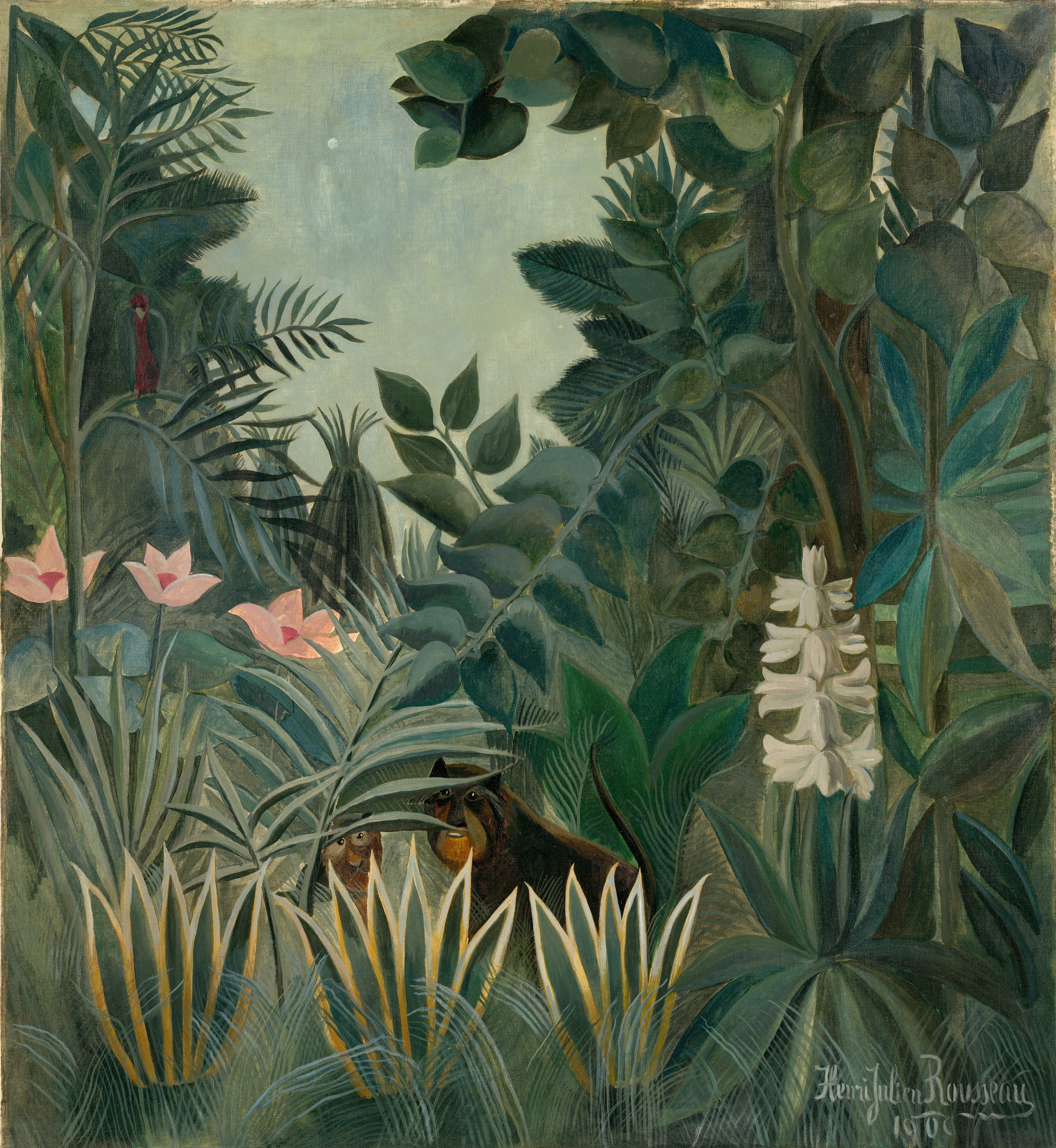
Екваторіальні джунглі, 1909, Національна галерея мистецтва, Вашингтон
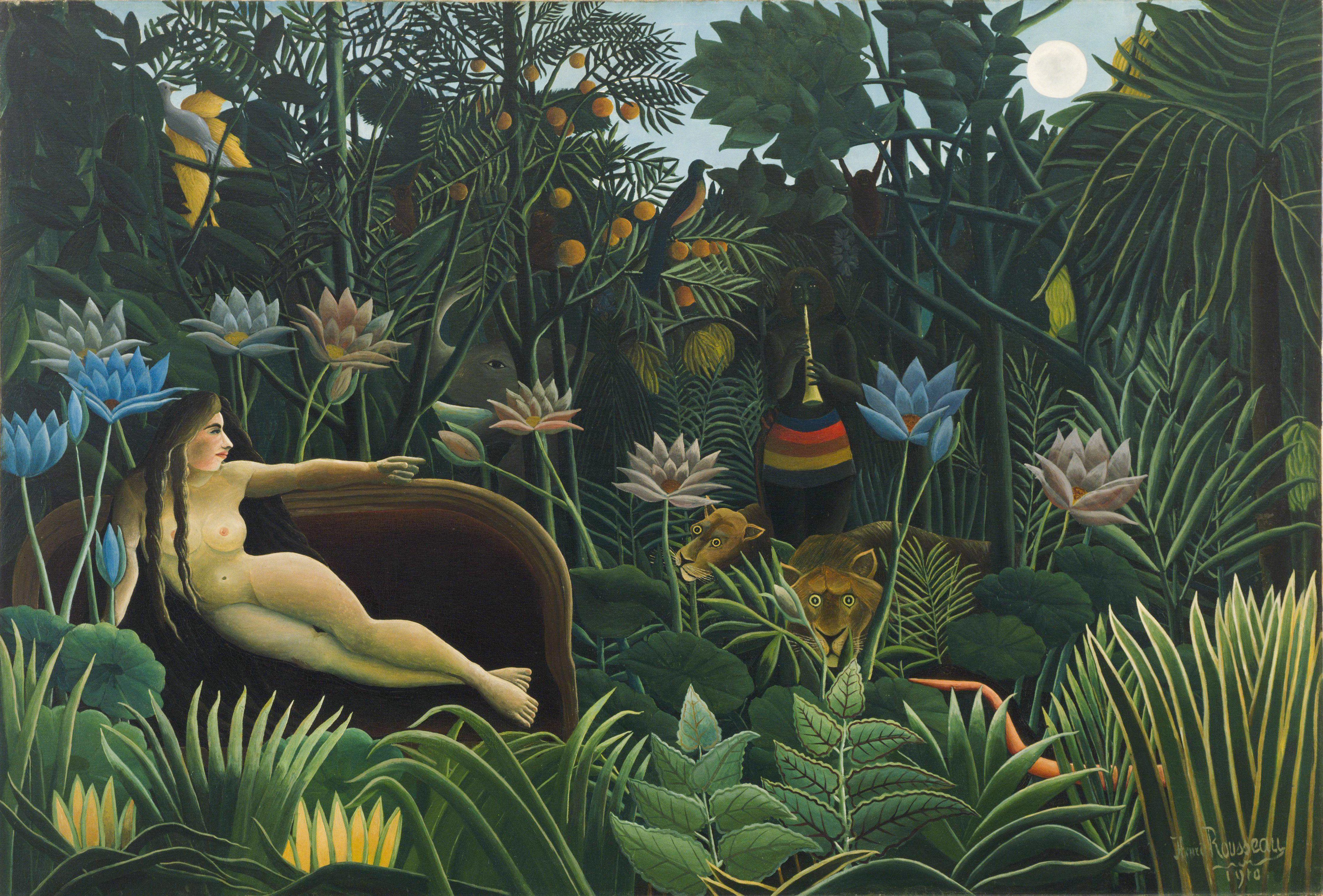
Сон Ядвіги, 1910, Музей модерного мистецтва, Нью-Йорк
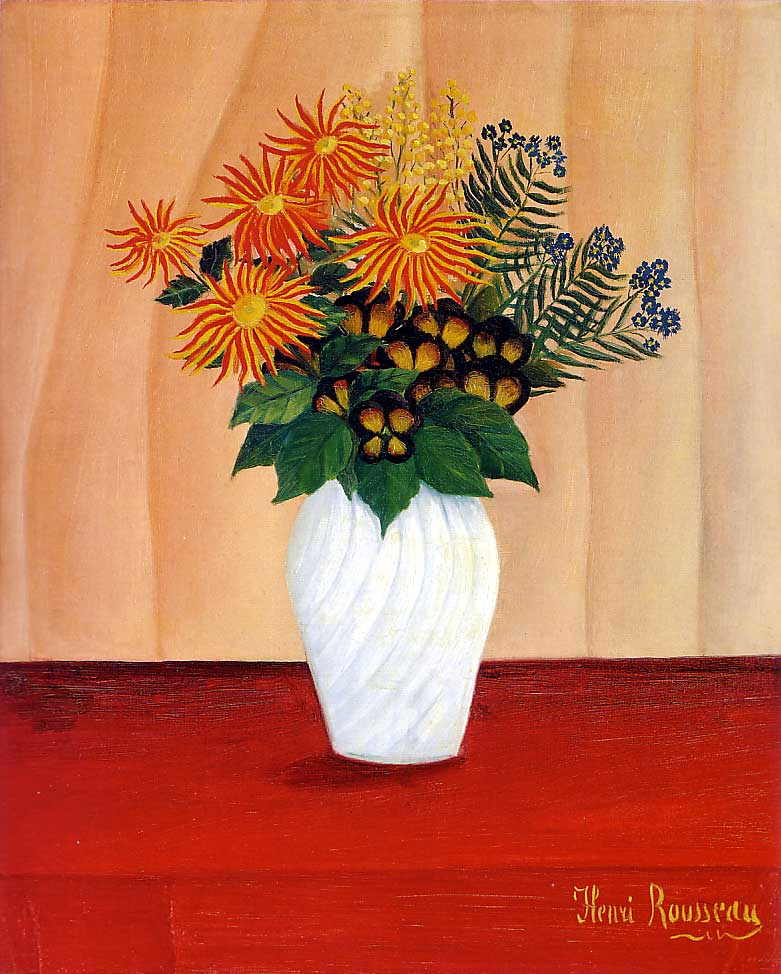
Букет квітів, 1910, Тейт Британія, Лондон
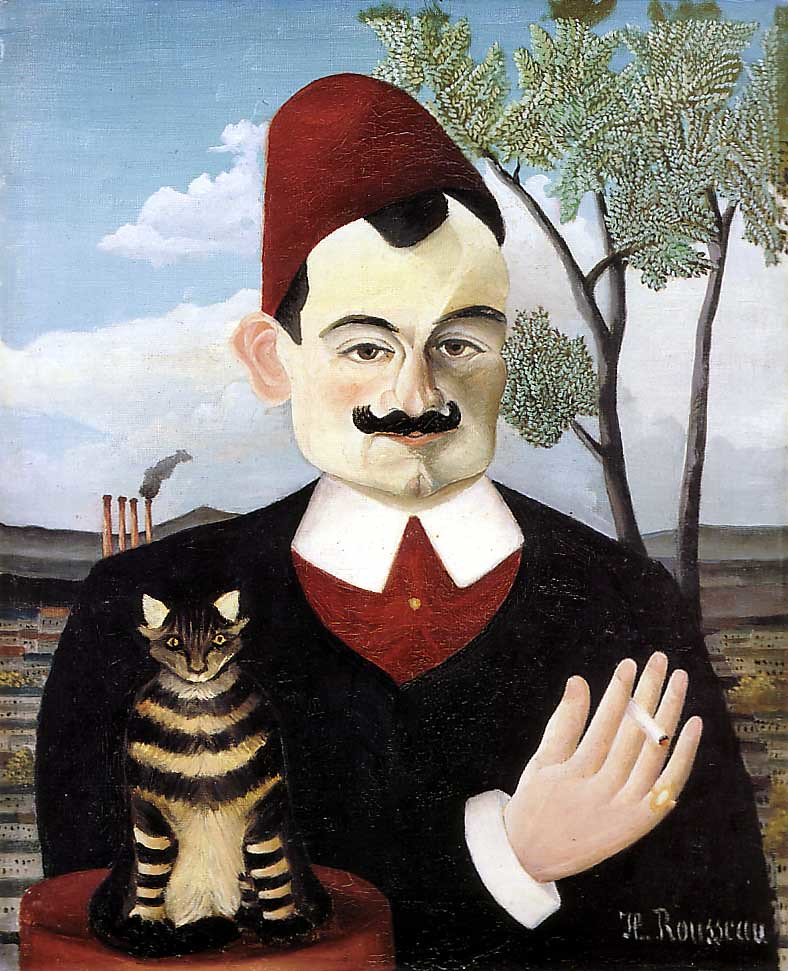
П'єр Лоті, 1910, Кунстхаус, Цюрих,